# Вали Мухаммад
Вали Мухаммад-хан (годы правления: 1605—1611) — второй хан Бухарского ханства из узбекской династии джанидов — Аштарханидов.
Вали Мухаммад взошёл на престол после смерти своего брата Баки Мухаммад-хана в 1605 году
Недипломатичная политика, проводимая Вали Мухаммад-ханом, вызвала недовольство узбекских племен, которые свергли его и посадили на престол его племянника (сына его старшего брата Дин Мухаммада) Имам-кули (1611—1642).
В политической борьбе Вали Мухаммад-хана поддержали Сефевиды во главе с шахом Аббасом, однако в 1611 году в решающем сражении под Самаркандом иранские войска были разгромлены Имамкули-ханом, союзником которого стали казахские войска.

## Смерть
В 1611 году Вали Мухаммад-хан погиб и власть окончательно перешла в руки Имамкули-хана.